# Günter Roth (Regisseur)
Günter Roth (* 30. März 1925 in Hannover; † 11. August 2015) war ein deutscher Regisseur und Theaterintendant.

## Karriere
Roth war als Opernregisseur aktiv, außerdem für Opernregie in der Lehre an der Folkwang-Hochschule und der Berliner Hochschule der Künste tätig.
Darüber hinaus war er 1971 bis 1980 Opernintendant und 1973 Generalintendant für Oper und Schauspiel am Niedersächsischen Staatstheater Hannover. Er wirkte außerdem auch als Operndirektor in Essen, Generalintendant in Gelsenkirchen sowie als Regisseur am Mainfranken Theater in Würzburg.